# سان برياك سور مير

سان برياك سور مير هي بلدة تقع في إقليم إيل وفيلان، بروتاني شمال شرق فرنسا.